# Bevtoft (plaats)
Bevtoft is een plaats in de Deense regio Zuid-Denemarken, gemeente Haderslev. De plaats telt 845 inwoners (2008).